# Ouragan nucléaire
Ouragan nucléaire (Nuclear Hurricane) est un téléfilm américain de Fred Olen Ray diffusé aux États-Unis en 2007 et en France le 28 mai 2016 sur NT1.

## Distribution
- Jamie Luner (VF : Gaëlle Savary) : Linda
- Jack Scalia (VF : Daniel Beretta) : Rusty
- Meredith McGeachie (VF : Véronique Rivière) : Susan
- David Millbern (VF : Guillaume Orsat) : Erik
- Eriko Tamura : Jasmine
- Erin Gray : Jane
- Gil Gerard : Bob
- Kevin Kelly : Al
- Jack Heller : Sam
- Annie O'Donnell : Nora
- Brian Foyster : Daniel
- Richard Cansino : Jerry

- Version française :
  - version française sur RS Doublage
  - société de doublage[1].